# Fantasías, Op. 116
Las Fantasías op. 116 para piano fueron compuestas por Johannes Brahms en la ciudad balneario austriaca de Bad Ischl durante el verano de 1892. El conjunto consta de siete piezas tituladas Capriccio o Intermezzo, aunque Brahms originalmente consideró usar "Nocturno" para la número 4 y "Intermezzo" para la número 7. Las piezas fueron publicadas por N. Simrock en diciembre de 1892 y representan el final del largo descanso que se tomó Brahms en la composición de piezas para piano.
Los siete movimientos son:
1. Capricho en re menor. Presto energico
2. Intermezzo en la menor. Andante
3. Capricho en sol menor. Allegro apasionado
4. Intermezzo en mi mayor. Adagio
5. Intermezzo en mi menor. Andante con grazia ed intimissimo sentimento
6. Intermezzo en mi mayor. andantino teneramente
7. Capricho en re menor. Allegro agitado